# Кириллов, Александр Семёнович
Алекса́ндр Семёнович Кири́ллов (30 мая 1921, село Япрынцево, Киргизская АССР, РСФСР — 15 сентября 2016, Липецк, Россия) — участник Великой Отечественной войны, командир эскадрильи 41-го штурмового авиационного полка 198-й штурмовой авиационной дивизии 6-го штурмового авиационного корпуса 16-й воздушной армии 1-го Белорусского фронта, Герой Советского Союза (1946), полковник. Почётный гражданин Липецка.
Был последним живущим участником Великой Отечественной войны — Героем Советского Союза, проживавшим в Липецкой области.

## Биография
Родился 30 мая 1921 года в селе Япрынцево Переволоцкого района Оренбургской области в семье крестьян. Русский. Проживал в Оренбурге. Окончил среднюю школу № 6.
В Красной Армии с 1940 года. В 1942 году окончил Чкаловскую школу пилотов. С августа 1942 года в боях Великой Отечественной войны. В звании сержанта он был командиром экипажа Ил-2 — лётчиком, старшим лётчиком, командиром звена, заместителем командира эскадрильи. Будучи исполняющим обязанности командира эскадрильи получил звание лейтенанта. В конце 1943 года назначен командиром эскадрильи. Он участвовал в Курской битве, в обороне и освобождении Воронежа, Белоруссии, Украины, Польши, освобождении многих городов (Краков, Лодзь, Люблин, Кутно, Коло, Торуно, Варшава), в Берлинской операции.
К февралю 1945 года капитан А. С. Кириллов выполнил 96 боевых вылетов. Уничтожил 22 танка, 77 автомашин, 37 орудий, много живой силы, сбил в воздушном бою самолёт противника, взорвал 2 склада с горючим. 41-й штурмовой авиационный полк с ноября 1945 года входил в состав 3-й гвардейской штурмовой авиационной дивизии 6-го штурмового авиакорпуса 16-й воздушной армии.
За мужество и героизм, проявленные в воздушных боях с немецко-фашистскими захватчиками Указом Президиума Верховного Совета СССР от 15 мая 1946 года капитану Кириллову Александру Семёновичу присвоено звание Героя Советского Союза с вручением ордена Ленина и медали «Золотая Звезда» (№ 7056).
После окончания Великой Отечественной войны А. С. Кириллов был направлен в Липецк на курсы переподготовки лётчиков, которые должны были участвовать в войне с Японией. В 1947 году поступил на командный факультет Военно-воздушной академии в Монино, которую окончил в 1951 году. По окончании академии он был направлен в Прикарпатский военный округ, а через год — в Австрию на должность заместителя командира полка; позже он стал помощником командира дивизии по огневой и тактической подготовке. В 1956 году его дивизия была переведена на Украину в Кременчуг. В 1959 году А. С. Кириллов получил назначение в Воронеж в ордена Ленина Краснознамённый авиационный центр имени В. П. Чкалова. В 1960 году центр был перебазирован в Липецк, где А. С. Кириллов служил в различных должностях. С 1976 года — в запасе.
Выйдя на пенсию, А. С. Кириллов выступал на конференциях ветеранов войны в Москве, избирался депутатом в районный и городской Советы, был гостем Президента Российской Федерации на праздновании Дня Победы, участвовал в параде Победы в 1995, 2000 и 2001 годах. Жил в городе Липецк.
Скончался 15 сентября 2016 года. Похоронен в городе Липецк.

## Награды и звания

### Награды
- Герой Советского Союза (15 мая 1946 года, № 7056)
- орден Ленина (15 мая 1946 года, № 7056)
- 3 ордена Красного Знамени
- орден Александра Невского
- орден Отечественной войны I степени
- орден Отечественной войны II степени
- 2 ордена Красной Звезды
- орден «За службу Родине в ВС СССР» III степени,
- медаль «За боевые заслуги»
- медаль «За освобождение Варшавы»
- медаль «За взятие Берлина»
- другие медали
- орден «Крест Храбрых» (ПНР)

### Звания
- Почётный гражданин Липецка